# Osborne (Kansas)
|  | Per a altres significats, vegeu «Osborne». |

Osborne és una ciutat i seu del Comtat d'Osborne a l'estat de Kansas dels Estats Units d'Amèrica.

## Demografia
Segons el cens dels Estats Units del 2000 Osborne tenia 1.607 habitants., 693 habitatges, i 419 famílies. La densitat de població era de 413,6 habitants/km².
Dels 693 habitatges en un 26,1% hi vivien nens de menys de 18 anys, en un 51,4% hi vivien parelles casades, en un 6,6% dones solteres, i en un 39,5% no eren unitats familiars. En el 37,2% dels habitatges hi vivien persones soles el 21,2% de les quals corresponia a persones de 65 anys o més que vivien soles. El nombre mitjà de persones vivint en cada habitatge era de 2,22 i el nombre mitjà de persones que vivien en cada família era de 2,94.
Per edats la població es repartia de la següent manera: un 23,9% tenia menys de 18 anys, un 5,7% entre 18 i 24, un 22,1% entre 25 i 44, un 21,3% de 45 a 60 i un 27% 65 anys o més.
L'edat mediana era de 44 anys. Per cada 100 dones de 18 o més anys hi havia 83,4 homes.
La renda mediana per habitatge era de 29.775 $ i la renda mediana per família de 36.544 $. Els homes tenien una renda mediana de 25.128 $ mentre que les dones 14.591 $. La renda per capita de la població era de 17.092 $. Entorn del 5,5% de les famílies i el 8,3% de la població estaven per davall del llindar de pobresa.

## Poblacions properes
El següent diagrama mostra les poblacions més properes.